# Fauna cadavérica

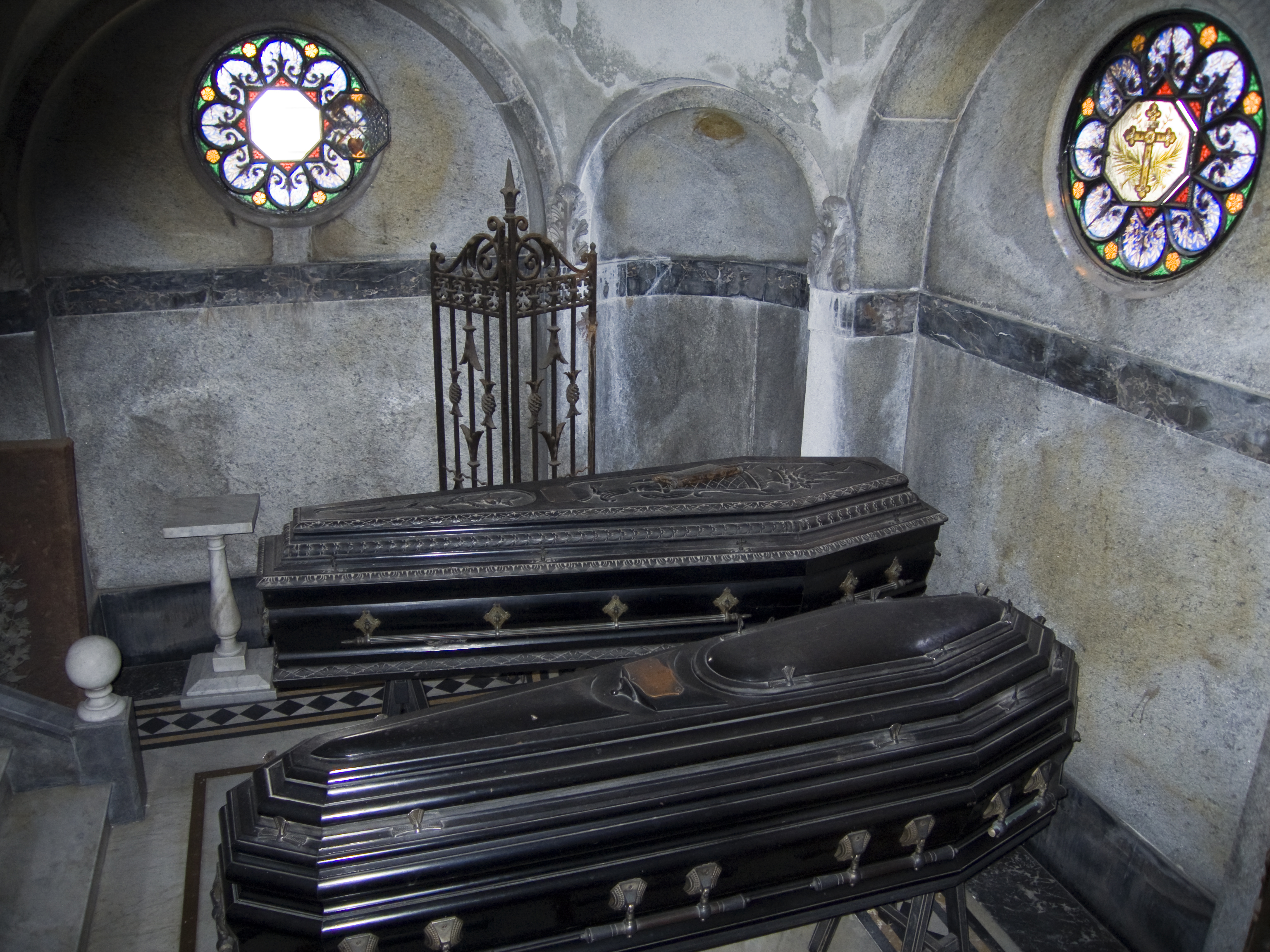
Cesadas las funciones orgánicas y muerto el cuerpo, empieza la rápida descomposición post mortem

La fauna cadavérica es el conjunto de insectos, parásitos, bichos y microorganismos que se alimentan de los cadáveres, consumiéndolos hasta los huesos, sin embargo, esto puede variar dependiendo de muchos factores. 
Por ejemplo, los cadáveres se descomponen más rápido en un clima húmedo que en un clima seco. El tipo de suelo también puede influir, así como el tratamiento que se dé al cadáver, o incluso las causas de fallecimiento pueden influir en el trabajo de la fauna cadavérica. 
Las moscas, los escarabajos, las avispas, las hormigas y las polillas son los insectos que más frecuentemente se alimentan de cadáveres. Su análisis corresponde a las ciencias médicas, forenses y criminalísticas.

## Períodos
Se observan cuatro periodos, cada uno de ellos con su determinado tiempo.

### Sarcofágico
Constituido por dípteros como moscas y mosquitos. Se alimentan de los líquidos cadavéricos. Tiene una duración cercana a los tres meses.

### Dermesteriano
Constituido por coleópteros como escarabajos y lepidoptera como las polillas. Determinan procesos de adipocira o de momificación. Se toman un tiempo de entre tres y cuatro meses después del período sarcofágico.

### Acariano
Constituido por otros dípteros y coleópteros. Se dedican a la licuefacción del cadáver sobre las sustancias estercocráceas. Se toman un tiempo de entre cuatro y seis meses después del período dermesteriano.

### Segundo acariano
Constituido por ácaros arácnidos. Se dedican a la desecación del esqueleto en virtud de su acción roedora siempre que no haya tenido lugar antes la transformación adipocírica. Se toman un tiempo de entre seis meses y un año después del período acariano.